# W. C. Fields
Pour les articles homonymes, voir Fields.
William Claude Dukenfield, dit W. C. Fields, né le 29 janvier 1880 à Darby, banlieue de Philadelphie (Pennsylvanie), et mort le 25 décembre 1946 à Pasadena (Californie), est un jongleur, humoriste de vaudeville, scénariste et acteur américain.
Habile jongleur et joueur de billard dès le début de son adolescence, il se fait engager dans une salle de spectacles et effectue quelques années plus tard des tournées dans tout le pays, ainsi qu’en Europe, au début du siècle. Habillé volontairement d’habits dépenaillés, de hauts-de-forme extravagants qui le rendront célèbre, d’une fausse moustache de couleur noire (alors qu’il est blond), ses tours d’adresse originaux lui valent un succès international.
En 1915 il s’installe à New York et débute, en parallèle de son métier au cabaret, sa carrière d’acteur au cinéma muet. Il rejoint Hollywood en 1931, après son premier film parlant, et est appelé quatre ans plus tard à jouer son plus célèbre rôle dans David Copperfield, réalisé par George Cukor. Affaibli par plusieurs maladies aggravées à cause de son alcoolisme, il doit s’arrêter quelque temps. C’est ensuite à la radio qu’on peut l’entendre et le succès qu’il y rencontre le propulse à nouveau sur les planches. Il participe encore à quelques films dont il écrit les scénarios, avant que les maladies ne le rattrapent.
Personnage excentrique, à la voix hargneuse caractéristique, aux allures de clown avec ses habits et son nez enflé, il aime jouer des personnages caricaturaux qui échappent des mains des réalisateurs et producteurs. Saltimbanque-né, il reprend souvent dans ses rôles au cinéma ses tours d’adresse qui ont fait sa renommée à ses débuts. Il reste dans les mémoires comme une figure charismatique des débuts du Septième art qui influencera nombre de caricaturistes, imitateurs et même cinéastes comme Woody Allen pour son film Prends l'oseille et tire-toi (1969).

## Biographie

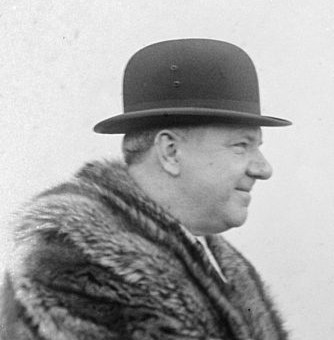
W. C. Fields

Fils de James Dukenfield, immigrant anglais, et de Kate Felton, native de Philadelphie, le jeune William ne passe que quatre années à l’école avant de devoir aider son père, marchand ambulant de fruits et légumes, à subvenir aux besoins financiers du ménage. Par la suite il accepte en parallèle d’autres petits emplois : livreur de glace, vendeur de journaux, dans un magasin de cigares et une salle de billards où il apprend cette discipline et devient par la suite un habile joueur. C’est aussi l’époque pendant laquelle il développe ses capacités de jongleur après avoir assisté à une représentation d’un maître du genre. S’entraînant tout d’abord avec les fruits et légumes de l’étalage de son père, il en vient par la suite à utiliser tout ce qui est à portée de ses mains. Mais le climat familial est lourd et les rixes avec son père fréquentes. À 11 ans, considérant être meilleur jongleur que tous ceux qu’il peut voir dans la ville, il se fait engager dans un parc d’attraction de la banlieue à Norristown pour un salaire hebdomadaire de 5 $ qui ne lui permet même pas de rentrer à Philadelphie tous les soirs. Durant l’été de cette année 1891, il apprend que des talents sont recherchés à Atlantic City sur la côte et y décroche un engagement dans une salle de spectacles. Quand la clientèle se fait rare, il participe à des simulacres de noyade sur la plage devant l’établissement : les prétendues victimes, emmenées dans la salle, traînant invariablement à leur suite la foule curieuse et assoiffée par l’événement. Pour diversifier ses représentations et rendre plus attractif son spectacle (les tours de jongleurs sont très populaires à l’époque), il imagine de feindre des ratés et rattrape les objets avec ses pieds ou au rebond, par des mouvements de jambes qui peuvent paraître eux-mêmes accidentels au spectateur. La difficulté et la maîtrise d’exécution de ses tours font que la critique est unanime quant à ses qualités de jongleur et lui vaudra plus tard d’entrer au panthéon de la discipline. Il en est de même au billard qu’il pratique assidûment au point d’y créer là aussi des tours, comme celui de frapper la boule de telle sorte qu’elle saute en arrière, haut au-dessus de la table, puis rebondisse sur une partie de son corps avant d’entrer dans la poche et ceci, avec plusieurs variantes. Se présentant d’abord sous le pseudonyme de Wm. C. Felton, il prend rapidement son nom de scène définitif : W. C. Fields.
En 1899 il intègre une troupe de vaudeville dans des tournées à travers le pays pendant lesquelles, outre de mettre en œuvre ses talents de jongleur et au billard (qu’il aura l’opportunité de reprendre à l’écran), il verse aussi dans des représentations burlesques. Lors de ces déplacements, peut-être par peur d’être volé, il commence à ouvrir des comptes bancaires dans chaque ville traversée, au point d’en posséder, semble-t-il, plusieurs centaines. C’est aussi durant cette période qu’il rencontre Harriet Hughes, membre de la troupe, qu’il épouse le 8 août 1900 et dont il fait son assistante. En 1901, ils réalisent leur première tournée en Europe et on peut le voir dans les années qui suivent au Palace de Londres ou encore dans le célèbre cabaret parisien, les Folies Bergère, la même nuit que Charlie Chaplin et Maurice Chevalier. Il a aussi l’insigne honneur d’être convié le même soir que Sarah Bernhardt à effectuer une représentation au palais de Buckingham pour le roi Édouard VII.
Le 28 juillet 1904 voit la naissance de son fils W. C. « Claude » Fields. Alors qu’Harriet reste à Philadelphie, Fields poursuit les tournées mais ses longues absences, alliées à la conversion de son épouse à un catholicisme fervent (il ne tient pas en très grande estime les religions), entraînent petit à petit des divergences de vues et l’incompréhension puis un éloignement au sein du couple. Harriet, de par ses convictions, lui refuse le divorce et devant son refus de trouver un emploi stable, commence à le discréditer auprès de son fils.

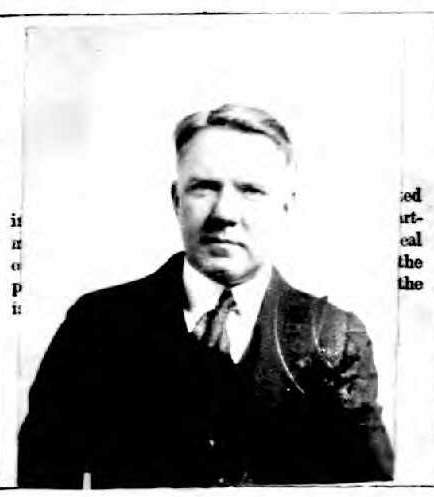
Photo du passeport de W. C. Fields (1919).

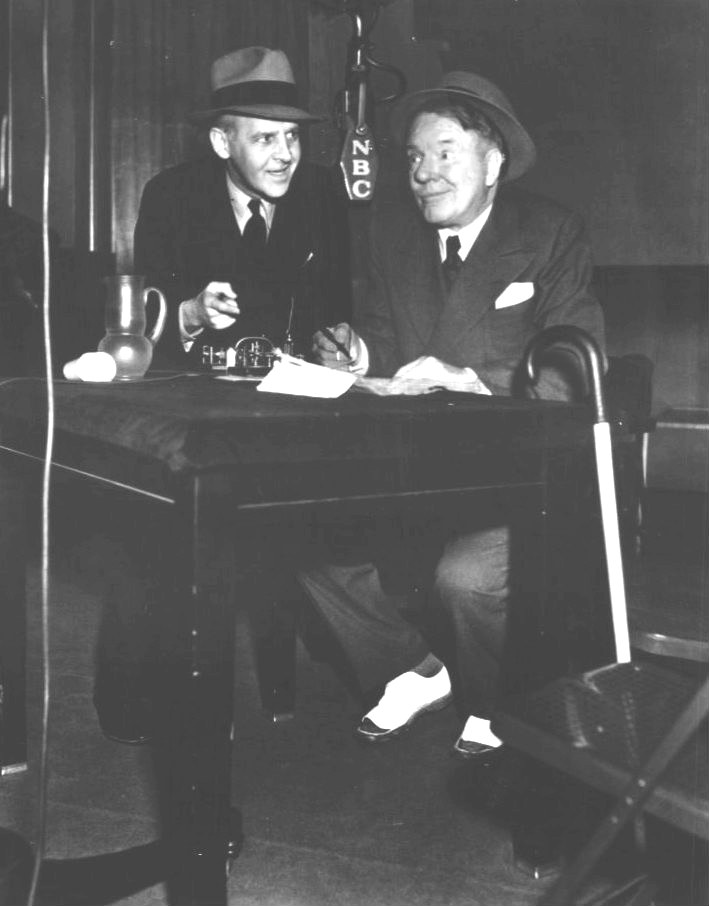
W. C. Fields (à droite) et Walter Winchell dans les studios de la NBC en 1937.

En 1915 il se fixe à New York et participe jusqu’en 1921 aux Ziegfeld Follies, un spectacle inspiré de celui des Folies Bergère, qui propose une succession de représentations diverses (trapézistes, hommes forts, jongleurs…) entrecoupées de revues féminines musicales aux danseuses très légèrement vêtues. C’est aussi cette année-là qu’il débute au cinéma dans un muet produit par Gaumont, Pool Sharks dont il participe également à l’élaboration du scénario. À partir de 1924 il joue pendant un an dans la comédie musicale Poppy dont sera tirée l’année suivante une adaptation cinématographique, Sally of the Sawdust, réalisée par D. W. Griffith et dans laquelle il tient un rôle. Il tourne douze muets avant son premier parlant en 1930, The Golf Specialist et la révélation au public de sa voix si caractéristique. L’année suivante, avec le déclin du vaudeville dû au succès de la radio, il s’installe près de Hollywood et signe un contrat chez Paramount Pictures avec lesquels il tourne la majorité de ses films. En 1935 il est contacté par la MGM pour interpréter ce qui sera son rôle le plus fameux, Mr. Micawber dans David Copperfield tiré du roman de Dickens, quand Charles Laughton qui était pressenti pour le personnage ne donna pas satisfaction au studio et fut écarté.
Déjà depuis quelque temps, Fields, par son humour grinçant, son anti-conformisme (il a la réputation de ne pas suivre les directives d’un seul de ses rôles) et son alcoolisme chronique, fait naître envers lui des animosités au sein de la Paramount. En 1936, gravement malade, il doit arrêter de tourner pendant un an et laisse même l’alcool durant cette convalescence, mais son contrat, arrivant à échéance, n’est pas renouvelé. Il se tourne alors un moment vers la radio et participe à des shows spontanés qui, à sa surprise, le rendent à nouveau célèbre.
Pour son retour sur scène dans You Can’t Cheat an Honest Man, en 1939, il signe chez Universal et joue dans des films qui sont principalement écrits par et pour lui comme Mines de rien (1940) ou Passez muscade (1941) et qui ont participé à sa renommée jusqu’à nos jours.
Mais les appels à la modération de la part de son médecin n’y font rien et W. C. Fields persiste dans sa consommation exagérée d’alcools, de gin en particulier. Au milieu des années 1940, souffrant de plusieurs maladies (crises de pneumonie, cirrhose…) aggravées par ses excès, il n’apparaît plus que sporadiquement jusqu’à devoir intégrer un sanatorium en 1945. 

### Mort
Durant le mois de décembre 1946, W. C. Fields sombre dans le coma et ne se réveille que brièvement avant de mourir le jour de Noël, le 25 décembre 1946 à Pasadena (Californie) des suites d’une hémorragie stomacale. Il repose à Glendale (Californie).

## Pseudonymes
W. C. Fields signe souvent ses scénarios sous des noms fantaisistes : Charles Bogle, Otis Criblecoblis ou encore Mahatma Kane Jeeves, un jeu de mots de son début de carrière basé sur « My hat, my cane, Jeeves » (Mon chapeau, ma canne, Jeeves).

## L’homme

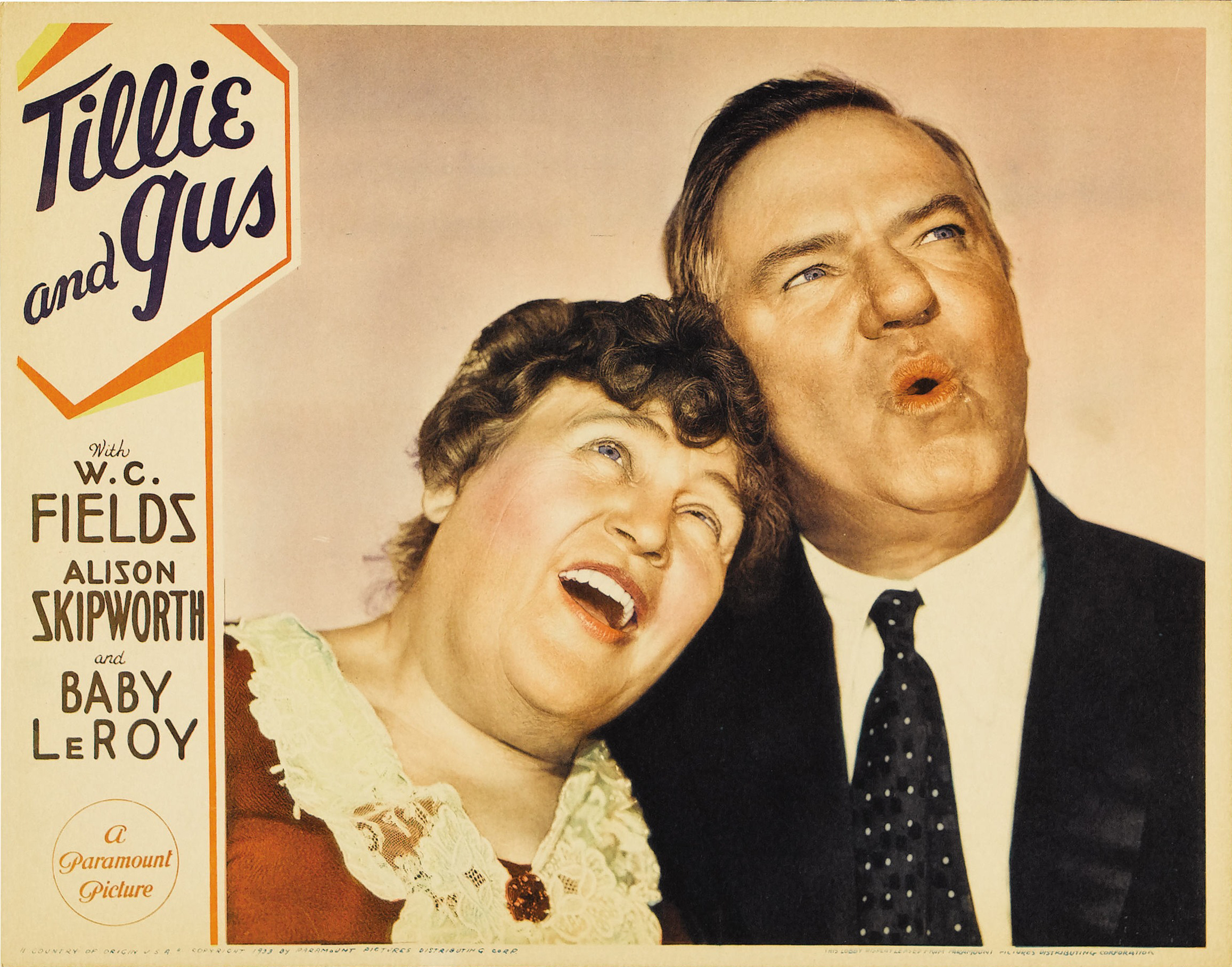
Carte promotionnelle du film Tillie and Gus, W.C. Fields et Alison Skipworth.

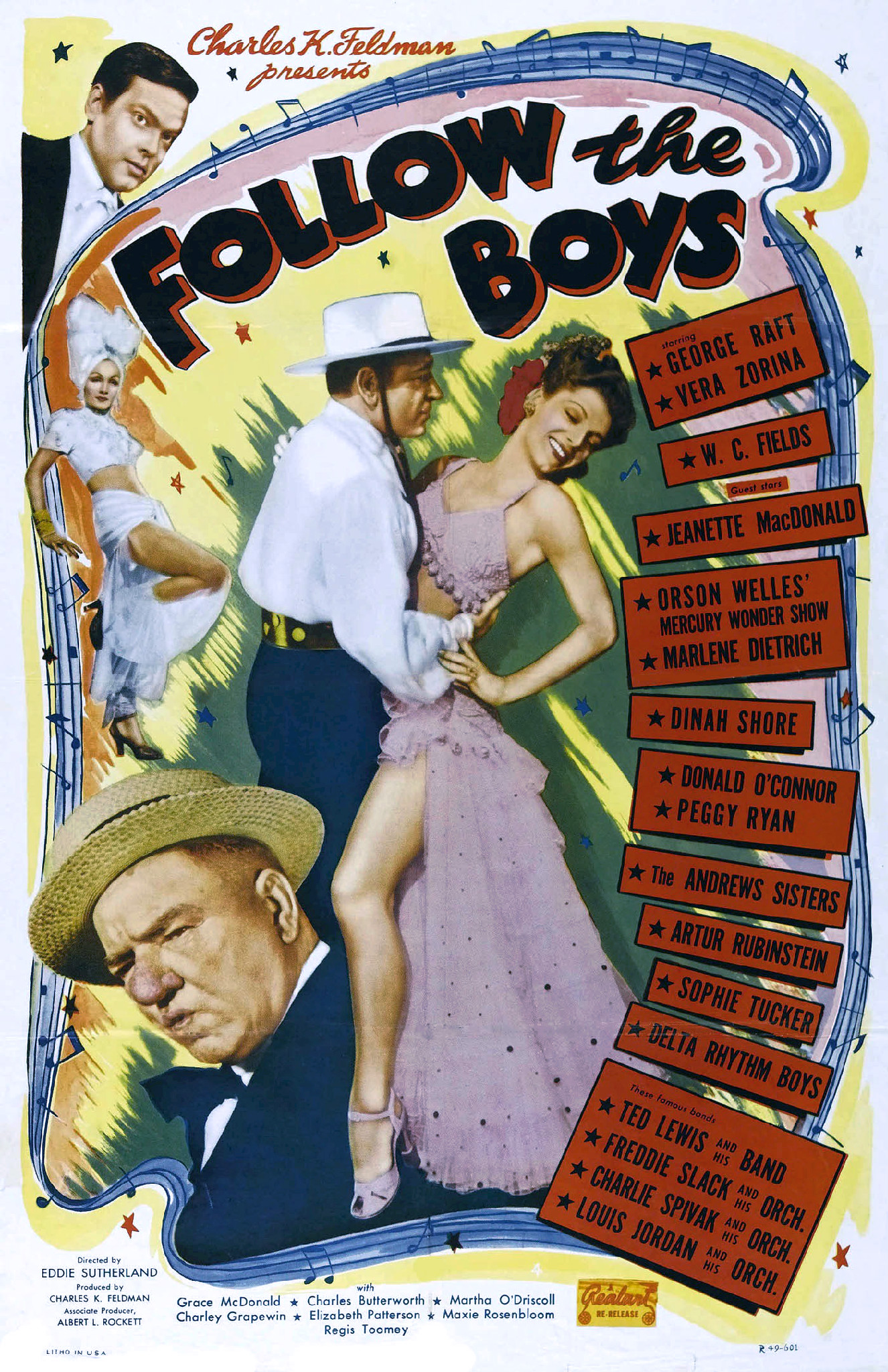
W.C. Fields sur l'affiche de Follow the Boys (Hollywood Parade - 1944).

Lors du tournage de Tillie and Gus avec Baby LeRoy, profitant d’une absence momentanée de la nourrice, il verse une dose de gin dans le biberon du bébé qui mettra une journée à dessoûler, incapable de jouer,. Il choque par les phrases qu’il exprime en public (répondant à la question s’il aime les enfants : « Ah oui… bouillis ou frits. ») ou ce que disent de lui ses amis (« Quelqu’un qui déteste les chiens et les enfants ne peut pas être complètement mauvais. »).

## Filmographie

### Acteur
- 1915 : Pool Sharks d’Edwin Middleton, court métrage, muet, comédie, d’après une histoire originale de Fields
- 1915 : His Lordship’s Dilemma de William F. Haddock, court métrage, muet, comédie
- 1924 : Janice Meredith de E. Mason Hopper, muet, comédie romantique (aussi connu sous The Beautiful Rebel)
- 1925 : Sally, fille de cirque (Sally of the Sawdust) de D. W. Griffith, muet, comédie, adaptation de la pièce Poppy dans laquelle jouait Fields l’année précédente (titre de travail : Poppy)
- 1925 : Détresse (That Royle Girl) de D. W. Griffith, muet, comédie
- 1926 : Un conte d'apothicaire (It's the Old Army Game) de A. Edward Sutherland, muet, comédie, Fields participe au scénario
- 1926 : Aïe, mes aïeux ! (So's Your Old Man) de Gregory La Cava : Samuel Bisbee, muet, comédie
- 1927 : Papa spécule (The Potters) de Fred C. Newmeyer : muet, comédie
- 1927 : Dans la peau du lion (Running Wild) de Gregory La Cava, muet, comédie
- 1927 : Le Don Juan du cirque (Two Flaming Youths) de John Waters, muet, comédie (titre de travail : The Side Show)
- 1928 : Tillie's Punctured Romance d’A. Edward Sutherland, muet, comédie
- 1928 : Ce bon monsieur Hunter (Fools for Luck) de Charles Reisner : muet, comédie
- 1930 : The Golf Specialist de Monte Brice, court métrage, comédie, d’après une histoire originale de Fields
- 1931 : Her Majesty, Love de William Dieterle, musical
- 1932 : Folies olympiques (Million Dollar Legs) d’Edward F. Cline, comédie
- 1932 : Si j'avais un million (If I Had a Million) de James Cruze, H. Bruce Humberstone, Ernst Lubitsch, Norman Z. McLeod, Lothar Mendes, Stephen Roberts, William A. Seiter et Norman Taurog, série de courts métrages, comédie dramatique
- 1932 : Le Dentiste (The Dentist) de Leslie Pearce, court métrage, comédie, Fields participe au scénario
- 1933 : The Fatal Glass of Beer de Clyde Bruckman, court métrage, comédie, Fields participe au scénario (titre de travail : It Ain’t a Fit Night Out for Man or Beast)
- 1933 : The Pharmacist d’Arthur Ripley, court métrage, comédie, (aussi connu sous The Druggist, titres de travail : Buy America et The Drug Store)
- 1933 : International House d’A. Edward Sutherland, comédie
- 1933 : The Barber Shop d’Arthur Ripley, court métrage, comédie, écrit par Fields
- 1933 : Tillie and Gus de Francis Martin, comédie
- 1933 : Alice au pays des merveilles (Alice in Wonderland), de Norman Z. McLeod, fiction familiale, adapté des romans de Lewis Carroll
- 1933 : Hip Action de George Marshall, court métrage, Fields joue sous son vrai nom
- 1934 : Poker party (Six of a Kind) de Leo McCarey, comédie
- 1934 : Dollars et Whisky (You’re Telling Me! d’Erle C. Kenton, comédie
- 1934 : La Parade du rire (The Old Fashioned Way) de William Beaudine, comédie, d’après une histoire originale de Fields (crédité sous le pseudonyme de Charles Bogle)
- 1934 : Mrs. Wiggs of the Cabbage Patch de Norman Taurog, comédie
- 1934 : Une riche affaire (It’s a Gift) de Norman Z. McLeod, comédie, d’après une histoire originale de Fields (crédité sous le pseudonyme de Charles Bogle)
- 1935 : David Copperfield (The Personal History, Adventures, Experience, and Observation of David Copperfield, the Younger) de George Cukor, aventure dramatique (titre court : David Copperfield)
- 1935 : Mississippi (Mississippi) d’A. Edward Sutherland, comédie musicale
- 1935 : Les Joies de la famille (Man on the Flying Trapeze) de Clyde Bruckman, comédie, d’après une histoire originale de Sam Hardy et W. C. Fields (crédité sous le pseudonyme de Charles Bogle), Fields réalise une grande partie du film après le départ de Bruckman (titre anglais : The Memory Expert)
- 1936 : Poppy d’A. Edward Sutherland, comédie, reprise de la comédie musicale dans laquelle il jouait en 1924
- 1938 : Big Broadcast of 1938 (The Big Broadcast of 1938) de Mitchell Leisen, comédie romantique et musicale
- 1939 : Le Cirque en folie (You Can’t Cheat an Honest Man) de George Marshall, comédie, d’après une histoire originale de Fields (crédité sous le pseudonyme de Charles Bogle), premier film chez Universal Pictures
- 1940 : Mon petit poussin chéri (My Little Chickadee) d’Edward F. Cline, comédie, western, Fields participle au scénario (titre de travail : The Lady and the Bandit)
- 1940 : Mines de rien (The Bank Dick) d’Edward F. Cline, comédie, d’après une histoire originale de Fields (crédité sous le pseudonyme de Mahatma Kane Jeeves) (titre de travail : The Great Man, titre anglais : The Bank Detective)
- 1941 : Passez muscade (Never Give a Sucker an Even Break) d’Edward F. Cline, comédie, d’après une histoire originale de Fields (crédité sous le pseudonyme de Otis Criblecoblis) (titre anglais : What a Man)
- 1942 : Six destins (Tales of Manhattan) de Julien Duvivier, comédie dramatique, apparaît dans la version vidéo suite à l’insertion d’une scène coupée originellement (titre de travail : Stars Over Manhattan)
- 1944 : Hollywood Parade (Follow the boys) d’A. Edward Sutherland, comédie dramatique musicale, Fields joue sous son vrai nom (aussi connu sous Three Cheers for the Boys)
- 1944 : Hollywood Mélodie (Song of the Open Road) de S. Sylvan Simon, comédie musicale, Fields joue sous son vrai nom
- 1944 : Sensations of 1945 d’Andrew L. Stone, musical, Fields joue sous son vrai nom (aussi connu sous Sensations)

### Réalisateur
- 1935 : Les Joies de la famille (Man on the Flying Trapeze) de Clyde Bruckman, comédie, non crédité, Fields réalise une grande partie du film après le départ de Bruckman, joue dans le film (titre anglais : The Memory Expert)

### Scénariste
- 1915 : Pool Sharks d’Edwin Middleton, court métrage, muet, comédie, joue dans le film
- 1926 : Un conte d'apothicaire (It's the Old Army Game) d’A. Edward Sutherland, muet, comédie, joue dans le film
- 1930 : The Family Ford de Bryan Foy, court métrage, comédie, adaptée d’une pièce en trois scènes de Fields
- 1930 : The Golf Specialist de Monte Brice, court métrage, comédie, non crédité au générique, joue dans le film
- 1932 : The Dentist de Leslie Pearce, court métrage, comédie, non crédité au générique, joue dans le film
- 1933 : Singing Boxer de Leslie Pearce, court métrage, comédie musicale
- 1933 : Too Many Highballs de Clyde Bruckman, court métrage, comédie, non crédité au générique (titre de travail : His Perfect Day)
- 1933 : The Fatal Glass of Beer de Clyde Bruckman, court métrage, comédie, non crédité au générique, joue dans le film (titre de travail : It Ain’t a Fit Night Out for Man or Beast)
- 1933 : The Barber Shop d’Arthur Ripley, comédie, court métrage, joue dans le film
- 1934 : La Parade du rire (The Old Fashioned Way) de William Beaudine, comédie, crédité sous le pseudonyme de Charles Bogle, joue dans le film
- 1934 : Une riche affaire (It’s a Gift) de Norman Z. McLeod, comédie, crédité sous le pseudonyme de Charles Bogle, joue dans le film
- 1935 : Les Joies de la famille (Man on the Flying Trapeze) de Clyde Bruckman, comédie, crédité sous le pseudonyme de Charles Bogle, joue dans le film (titre anglais : The Memory Expert)
- 1939 : Le Cirque en folie (You Can’t Cheat an Honest Man) de George Marshall, comédie, crédité sous le pseudonyme de Charles Bogle, joue dans le film
- 1940 : Mon petit poussin chéri (My Little Chickadee) d’Edward F. Cline, comédie, western, joue dans le film (titre de travail : The Lady and the Bandit)
- 1940 : Mines de rien (The Bank Dick) d’Edward F. Cline, comédie, crédité sous le pseudonyme de Mahatma Kane Jeeves, joue dans le film (titre de travail : The Great Man, titre anglais : The Bank Detective)
- 1941 : Passez muscade (Never Give a Sucker an Even Break) d’Edward F. Cline, comédie, crédité sous le pseudonyme de Otis Criblecoblis, joue dans le film (titre anglais : What a Man)

## Ouvrages
- (en) W. C. Fields, Fields For President, 1940 - Traductions en français : 
  - Votez pour moi !, trad. de Claude Portail, Paris, éditions Champ libre, 1973
  - Votez Fields !, trad. de Sylvain Goudemare, préface de Pierre Étaix, Paris, éd. Cartouche, 2005  (ISBN 9782915842074) [présentation en ligne]
  - Fields président !, trad. et postface de Thierry Beauchamp, éd. Wombat, 2016
- (en) W. C. Fields, Drat! Being the encapsulated view of life by W.C. Fields in his own words, New American Library, 1969
- (en) W. C. Fields et Ronald J. Fields, W. C. Fields by Himself: His Intended Autobiography, Prentice Hall, 1973 (collection de lettres et sketches)  (ISBN 0-13-944462-9)
- (fr) W. C. Fields, Je bois donc je suis, trad. Alain Blanc, éditions Voix d'encre, 2017  (ISBN 978-2-35128-136-9)

## Hommages et évocations
- Deux étoiles[5] sur le Walk of Fame (catégorie cinéma et catégorie radio) sur Hollywood Boulevard à Hollywood (Los Angeles, Californie, É.-U.) ; intronisé le 8 février 1960.
- Cité dans le Juggling Hall of Fame, le panthéon des jongleurs.
- Un timbre de 15 cents est fait à son effigie et édité le 29 janvier 1980 pour célébrer le centenaire de sa naissance.
- Il a une représentation en cire au Movieland Wax Museum à Buena Park, au Sud-Est de Hollywood.
- Il apparaît sur la pochette de l’album des Beatles Sgt. Pepper's Lonely Hearts Club Band.
- Il est caricaturé par Morris et René Goscinny dans l’album Western Circus de Lucky Luke sous les traits d’Erasmus Mulligan, le directeur du cirque. La bande dessinée paraît dans la revue Pilote à compter de 1969.
- Un épisode de Columbo (Jeu de mots/How to dial a murder/44) est tourné chez un collectionneur cinéphile, on y voit le billard et la queue de billard coudée de W.C. Fiels, ainsi qu'un grand portrait de lui, à qui le lieutenant Columbo adresse la parole, pendant l'enquête.
- Il est cité dans un épisode de Murdoch Mysteries (saison 8, épisode 9)
- Le film biographique W.C. Fields et moi d'Arthur Hiller sorti en 1976 est consacré à sa carrière.
- Sa citation « Quelqu’un qui déteste les chiens et les enfants ne peut pas être complètement mauvais » fut détournée par Pierre Desproges dans certains réquisitoires du Tribunal Des Flagrants Délires [6],[7]
- Il apparaît brièvement dans le film Les Aventures de Rocketeer (1991).